# ニューサンピア姫路ゆめさき
ニューサンピア姫路ゆめさき（ニューサンピアひめじゆめさき）は、兵庫県姫路市夢前町置本にある温泉施設。姫路駅からバスで北に約25分、バス停から徒歩約20分。各種スポーツ施設をはじめ、プールやレストランなどもあり、日帰りでの利用も可能。置塩温泉は、「ニューサンピア姫路ゆめさき」がもつ独自源泉で、2000年（平成12年）にボーリングされた単純温泉。

## 歴史
温泉は2000年（平成12年）にボーリングされ、兵庫厚生年金健康福祉センター「ウェルサンピア姫路ゆめさき」として、2000年（平成12年）2月に竣工。スポーツ施設として、テニスコート、多目的グランド、パターゴルフ、温水プール、遊具広場を整備。2009年（平成21年）11月2日、一般競争入札により一般企業に施設を譲渡。その後、ニューサンピア姫路ゆめさきとして営業を開始した。

### 年表
- 2000年（平成12年）2月 - 兵庫厚生年金健康福祉センター「ウェルサンピア姫路ゆめさき」として竣工[1]
- 2009年（平成21年）7月10日 - 一般競争入札により施設を譲渡（契約金額（税抜） 702,000,000円））[2]
- 2009年（平成21年）11月2日 - 全喪（厚生年金事業所から脱退）[3]
- 2009年（平成21年）11月 - 「ニューサンピア姫路ゆめさき」として営業を開始

## 置塩温泉

### 所在地
〒671-2122 兵庫県姫路市夢前町置本432-56

### 泉質
- 単純温泉（低張性弱アルカリ性低温泉）
- 循環式または貯湯式（循環ろ過装置を使用）
- 冷泉（21.6℃）のため、加温
- 温泉の供給量の不足を補う為、加水

### 温泉施設
ニューサンピア姫路ゆめさきの一軒のみ

## アクセス
- 電車・バス
  - JR西 山陽新幹線姫路駅から神姫バス前之庄行きで25分、清水橋下車、徒歩20分
- 自動車
  - 山陽自動車道 山陽姫路西ICから県道545号、県道411号、県道80号、一般道を夢前方面へ10キロメートル
  - 中国自動車道 夢前スマートICから県道67号を姫路方面へ8.5キロメートル